# Třebechovické muzeum betlémů
Třebechovické muzeum betlémů je muzeum specializované na betlémy v Třebechovicích pod Orebem. Nejznámějším exponátem je Proboštův betlém. Muzeum vzniklo v roce 1925. Od 5. září 2013 sídlí muzeum v nové muzejní budově.

## Historie
Muzeum vzniklo v roce 1925 zásluhou Viléma Koleše, který sbíral písemné i hmotné památky o Třebechovicích pod Orebem. Různé předměty dostával darem od místních občanů, což vytvořilo základ pro budoucí městské muzeum. Ve 30. letech se uskutečnilo několik výstav, které se odehrály v místní sokolovně nebo na radnici. Na Vánoce byly vystaveny různé rodinné betlémy. Roku 1934 se muzeum snažilo o koupi Proboštova betlému, avšak neúspěšně. Po smrti Viléma Koleše vedl muzeum v letech 1956–1966 učitel J. Kabašta. V letech 1967–1973 muzeum spravoval Václav Pírko. Dalších sedm let sbírka byla uskladněna na půdě radnice. Později se pouze část sbírky, a to ještě poškozená, stala součástí nově vznikajícího Památníku města Třebechovice pod Orebem. Až v roce 1980 byly sbírky města zapsány do nové muzejní přírůstkové knihy. Od poloviny 80. let zde byla snaha stát se specializovaným muzeem betlémů. První betlém byl zakoupen v roce 1982. O systematičnost sbírání především lidových betlémů se zasloužili tehdejší ředitelka muzea Marie Vaclíková a její manžel, etnograf Vladimír Vaclík. Od roku 1987 muzeum neslo název Muzeum betlémů v Třebechovicích pod Orebem a od 1. dubna 1991 Třebechovické muzeum betlémů. Muzeum bylo od 2. května 2011 do srpna 2013 uzavřeno z důvodu výstavby nové budovy. Slavnostní otevření nové muzejní budovy proběhlo 5. září 2013.

## Fond
V současnosti je ve sbírkách přes 400 betlémů nebo jejich částí. Třebechovický betlém je součástí sbírky od roku 1970 a lákal velké množství návštěvníků. To umožňovalo rozšiřovat sbírku dále. První betlém byl zakoupen v roce 1982. Nejvýznamnější Proboštův betlém, který je od roku 1999 národní kulturní památkou, tvoří samostatnou expozici. Další betlémy se prezentují na dlouhodobých výstavách.
Další významnou památkou, která se nachází ve sbírkách muzea, je Graduál třebechovického literátského bratrstva z roku 1559.

## Akce

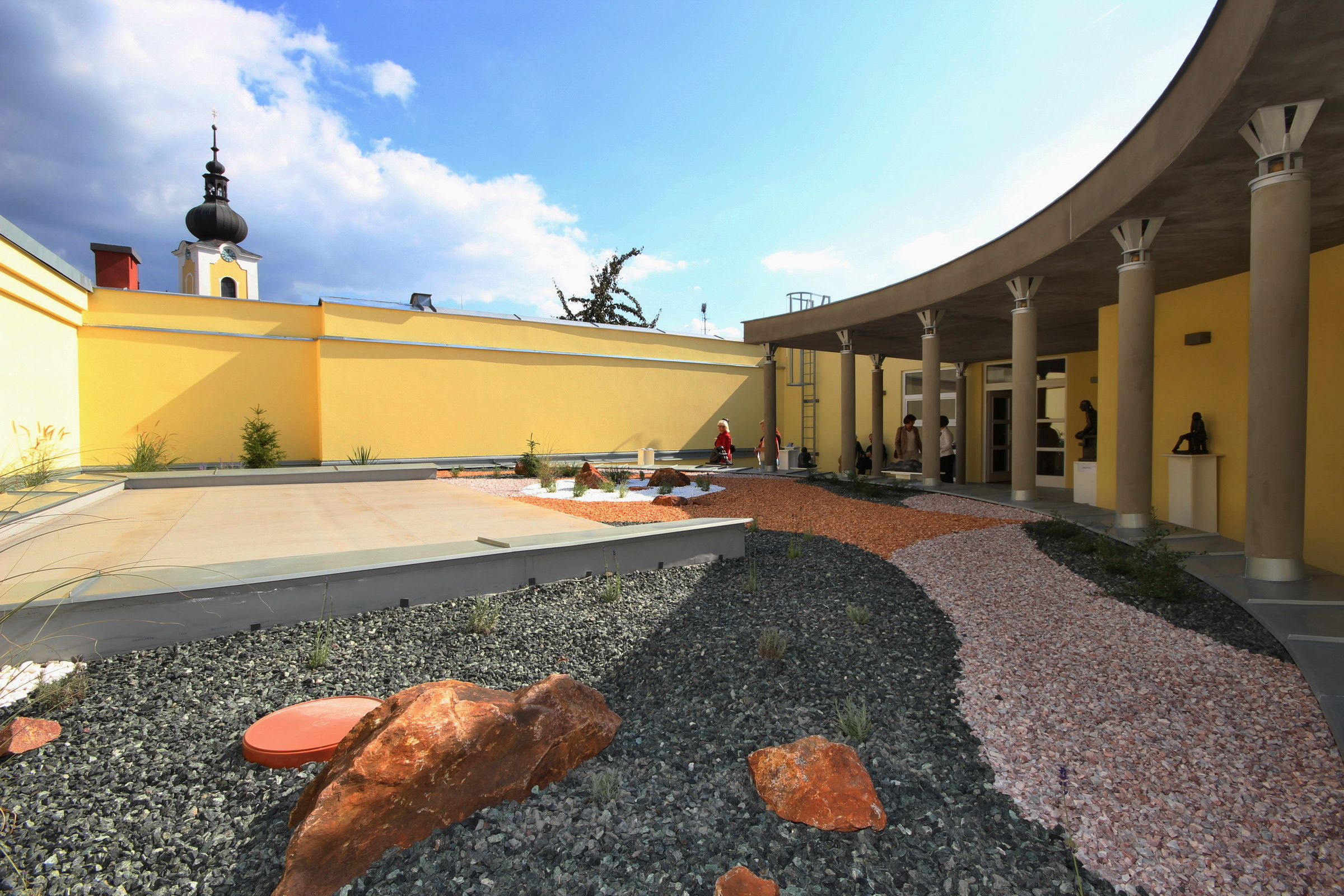
Slavnostní otevření nové budovy muzea 5. 9. 2013

Muzeum se rovněž věnuje pořádání různých jednorázových akcí, které se odehrávají jak v prostorách muzea, tak na zahradě, pěší zóně na náměstí či v jeho blízkosti. Pořádalo například cyklus výstav Třebechovická zastavení, které se zaměřovalo na historii a současnosti Třebechovic a jeho významným událostem a osobnostem. Roku 1999 uspořádalo oslavy k příležitosti 150. výročí narození Josefa Probošta, kterého se účastnil například ministr kultury Pavel Dostál. Uskutečnila se i etnografická konference zaměřená na Proboštův betlém. Muzeum pořádalo setkání amatérských a profesionálních řezbářů s tvůrčími dílnami, které byly určeny i pro veřejnost. Završením oslav bylo odhalení pamětní desky Josefu Proboštovi a umístění betlému z dubových klád od Pavla Matušky na náměstí.

## Návštěvnost
| Rok  | Počet návštěvníků |
| ---- | ----------------- |
| 2016 | 31 308            |
| 2017 | 32 340            |
| 2018 | 30 400            |
| 2019 | 31 100            |
| 2020 | 11 629            |
| 2021 | 14 684            |
| 2022 | 24 000            |
| 2023 | 25 592            |
| 2024 | 23 757            |

## Galerie

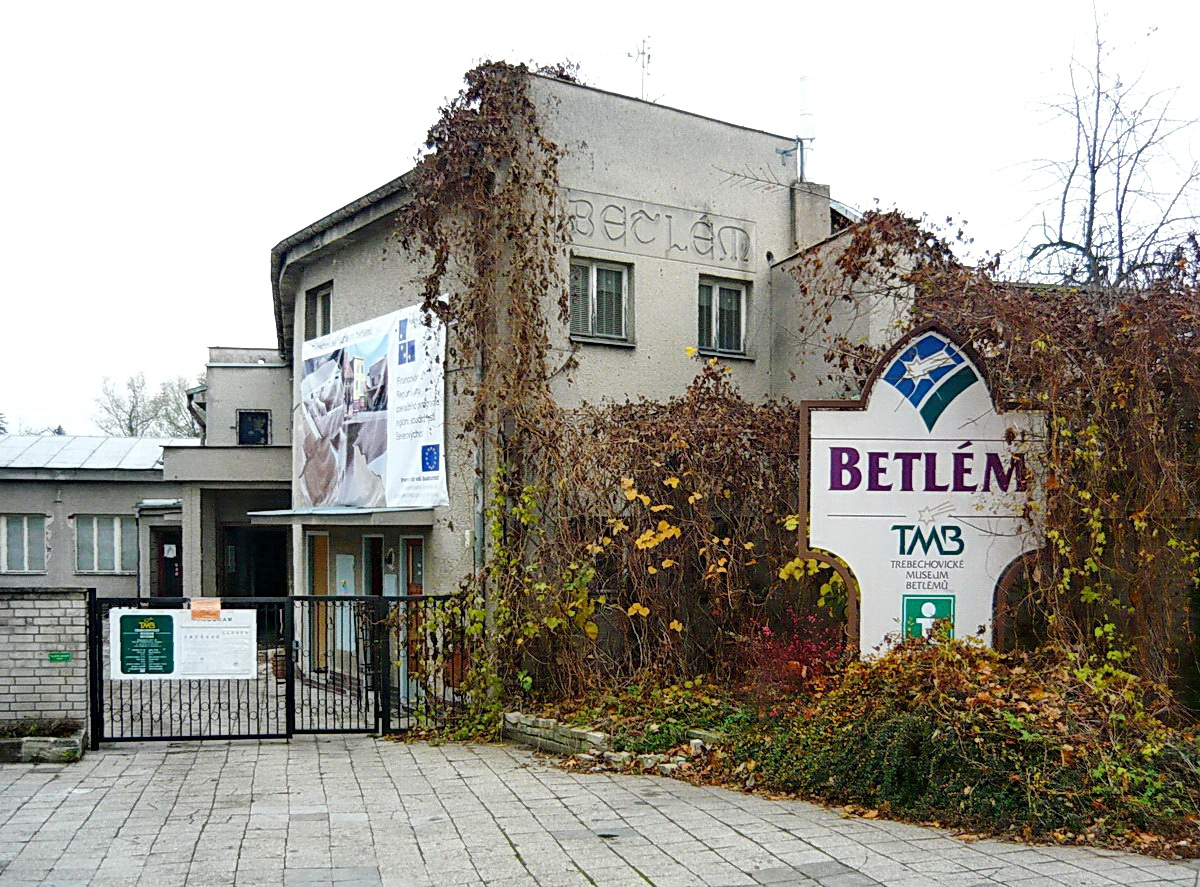
Původní budova muzea krátce před demolicí, fotografováno dne 10. listopadu 2011.
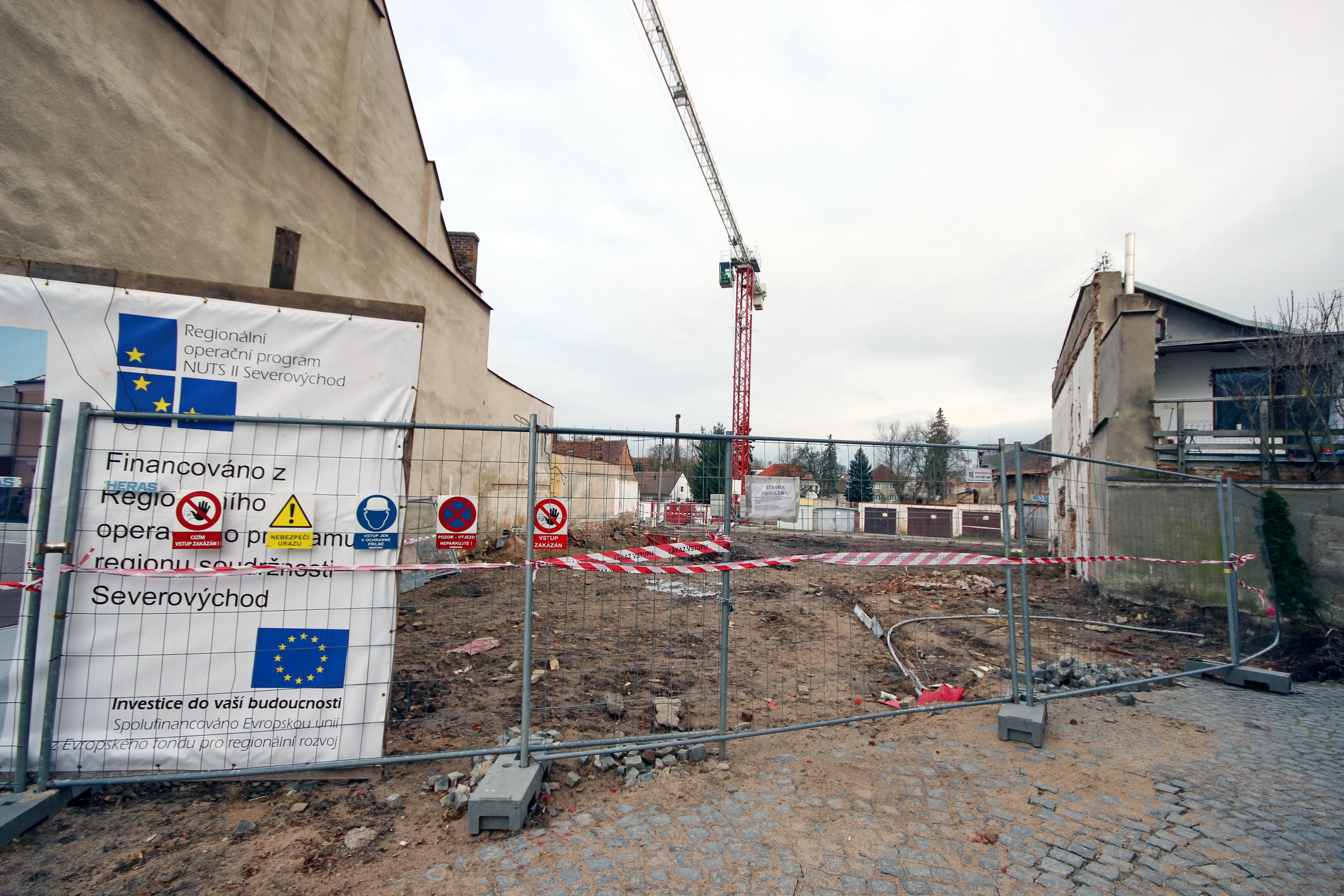
Staveniště muzea po demolici původní budovy, fotografováno dne 7. ledna 2012.
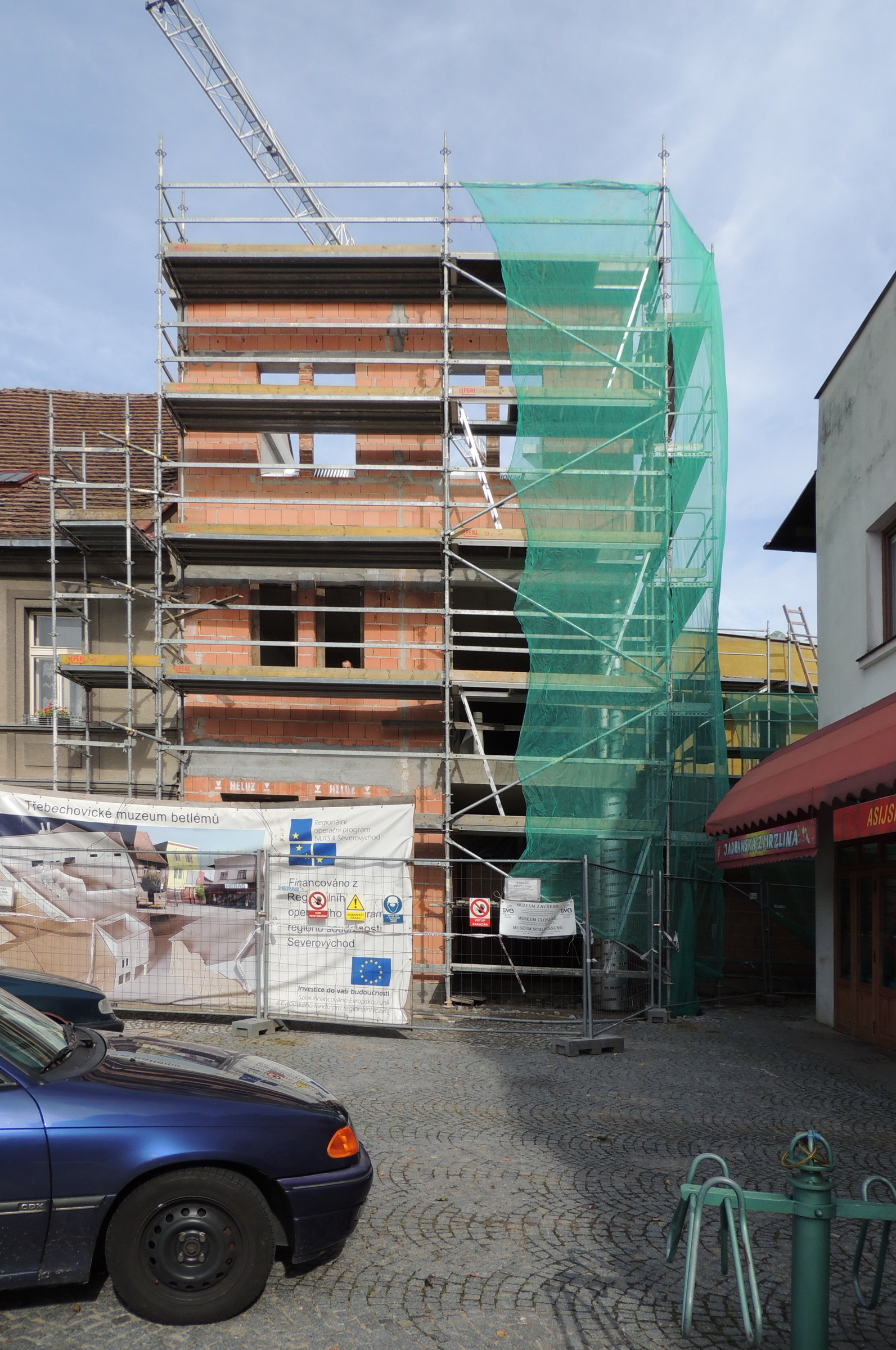
Dokončena hrubá stavba budovy, fotografováno dne 5. října 2012.
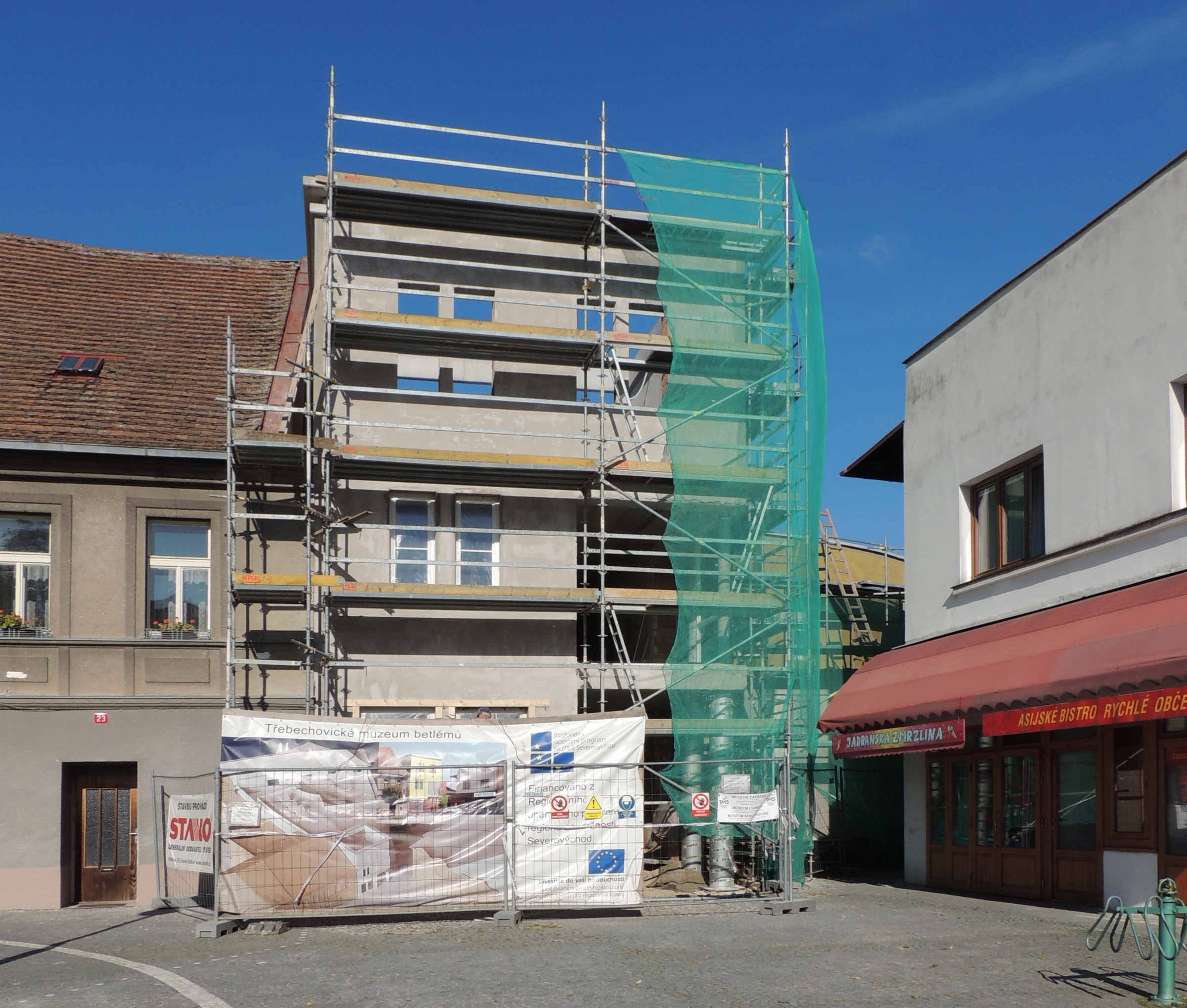
Práce na průčelích, fotografováno dne 18. října 2012.
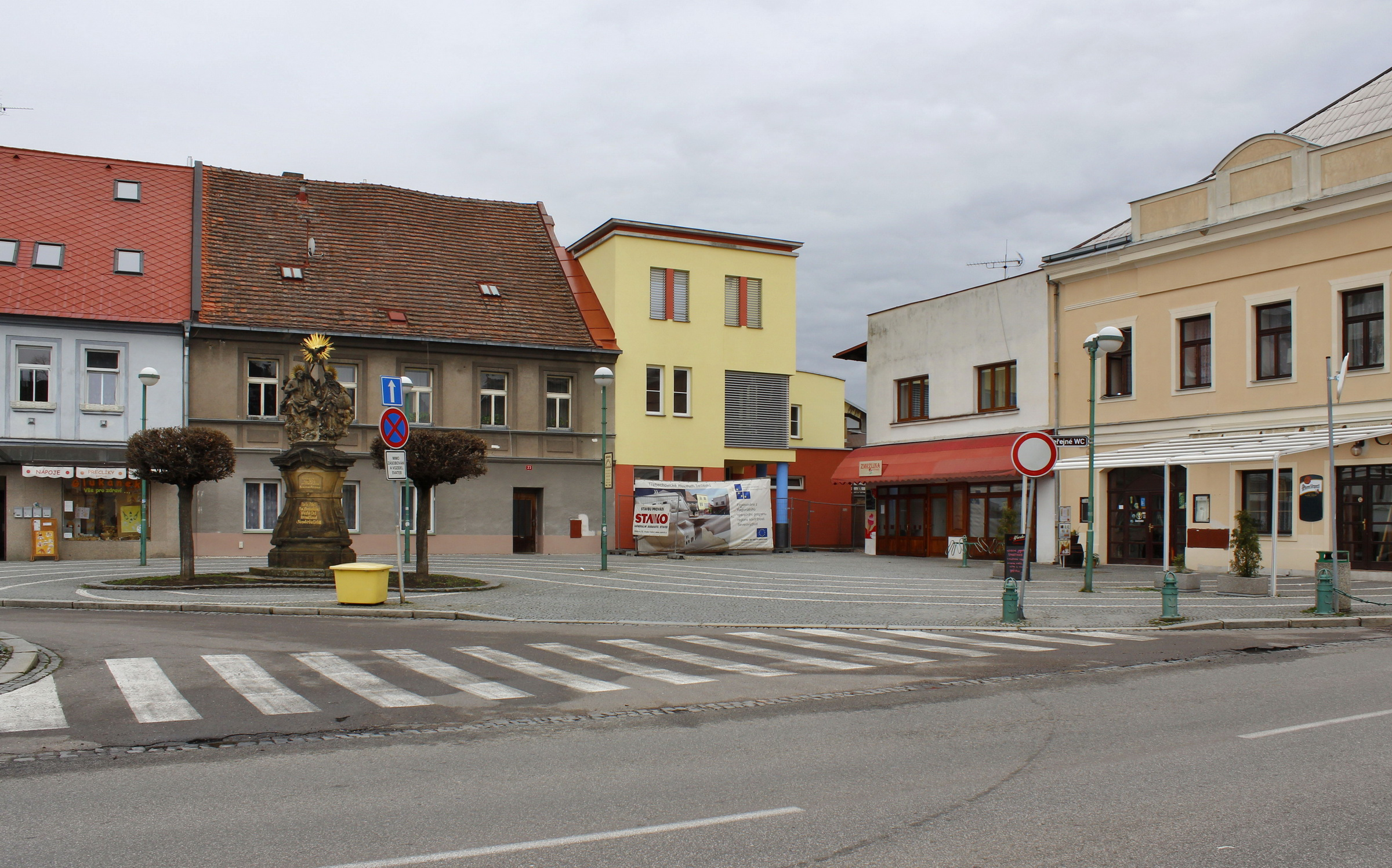
Dokončené průčelí, fotografováno dne 19. dubna 2013.
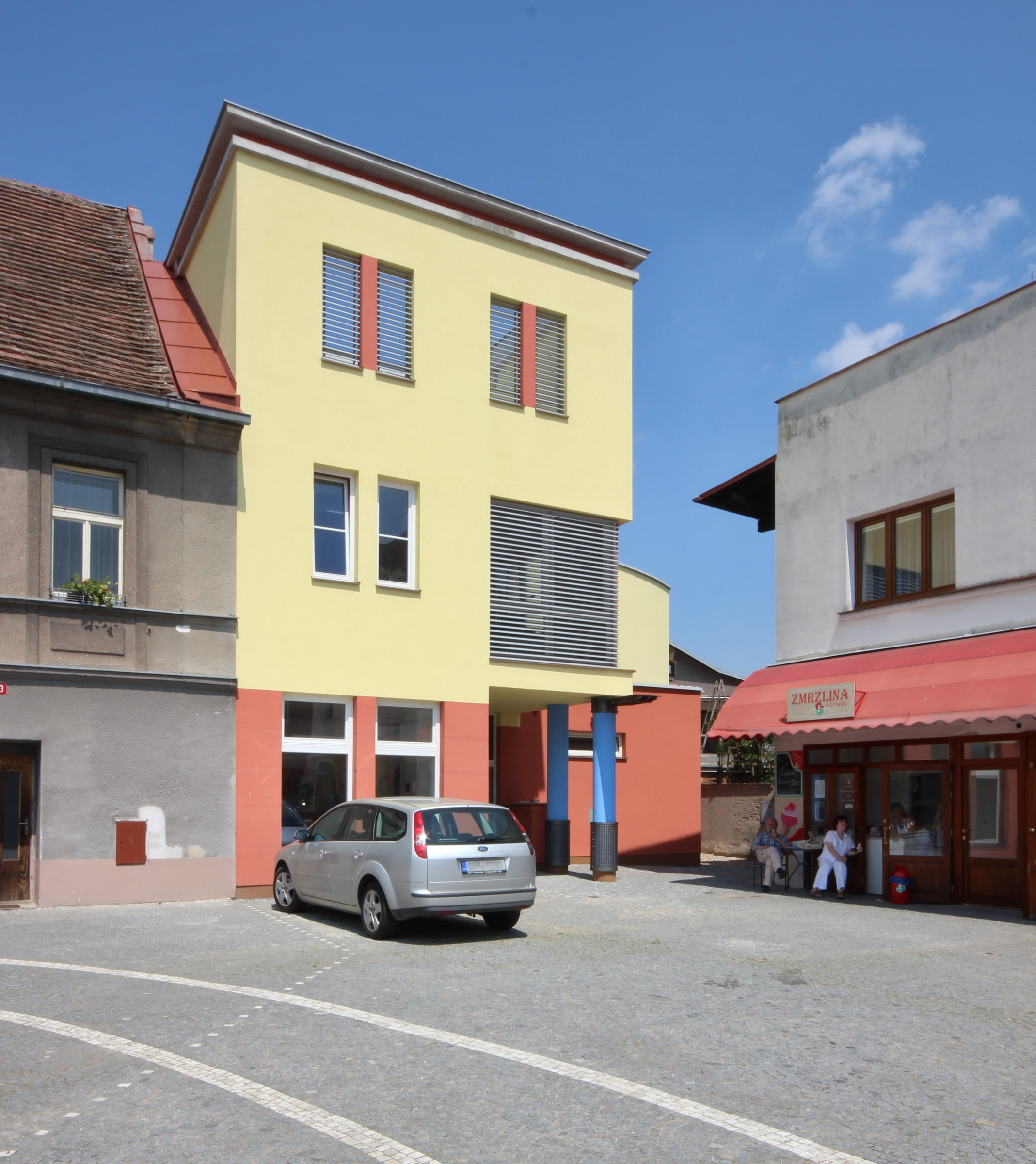
Nová budova Třebechovického muzea betlémů těsně před dokončením, pohled na vstupní průčelí u Masarykova náměstí.
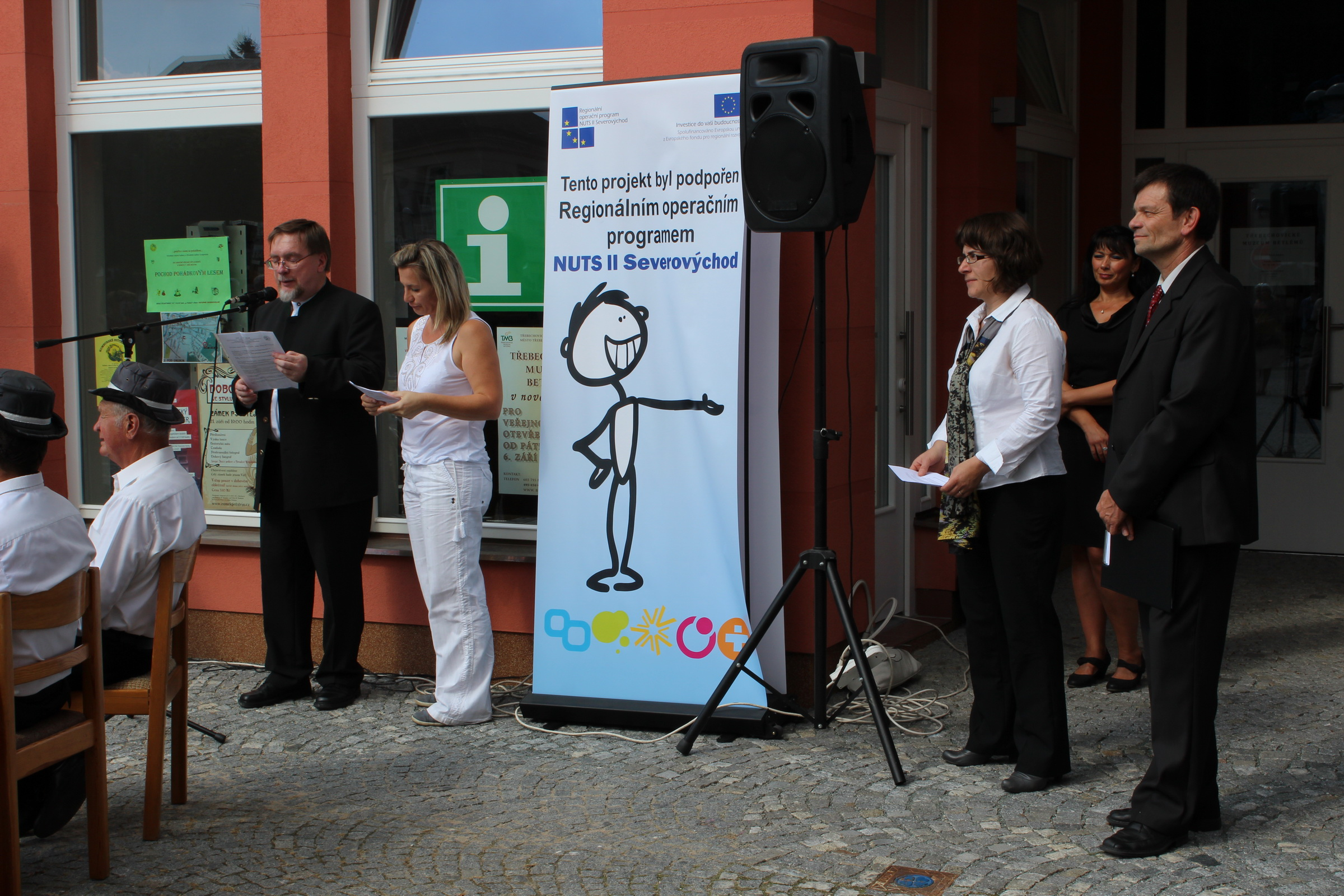
Slavnostní otevření nové budovy muzea dne 5. září 2013. Oficiální část.
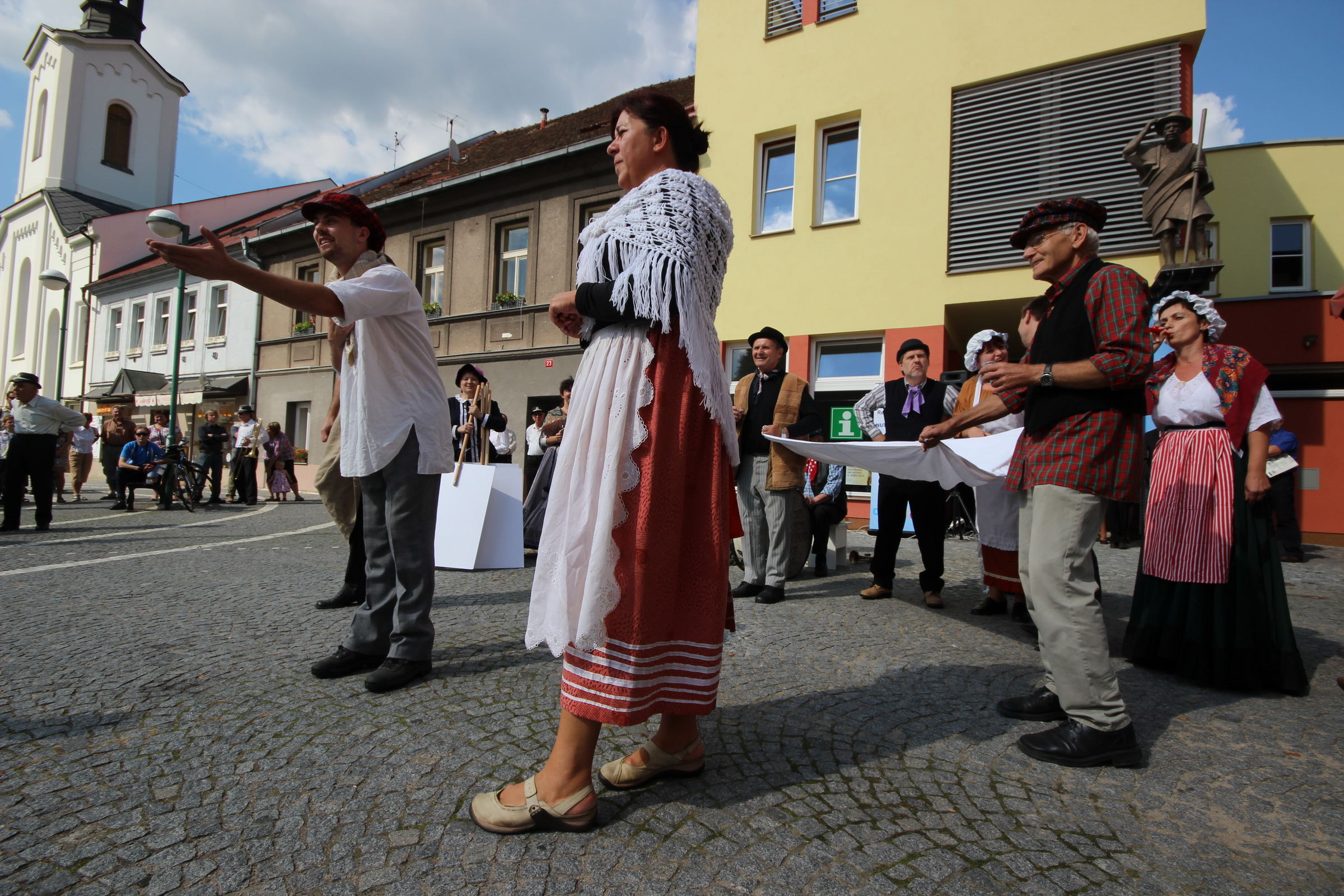
Slavnostní otevření nové budovy muzea dne 5. září 2013. Výstoupení divadelního ochotnického souboru Symposion s kramářskou písní o vzniku Proboštova betlému.
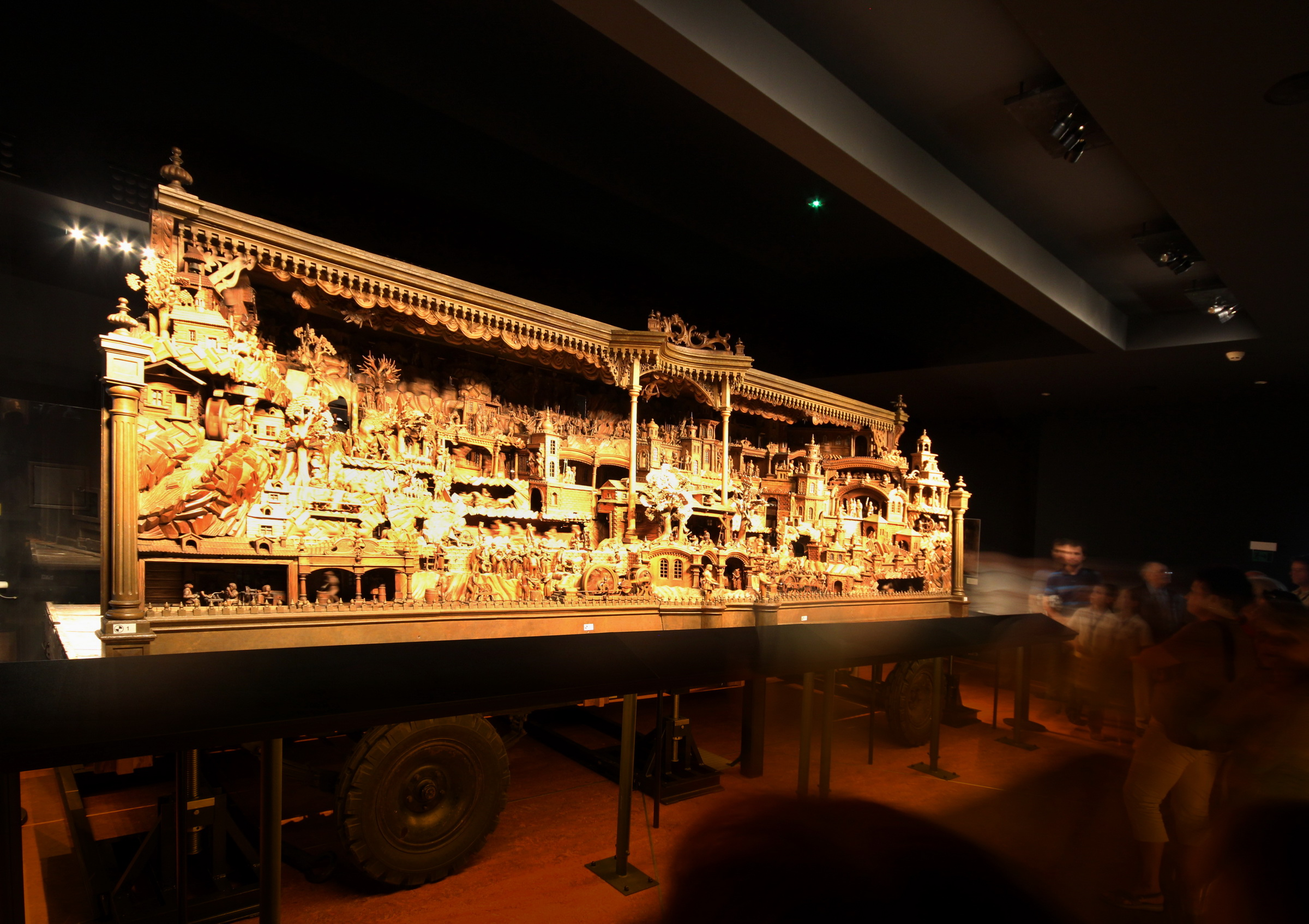
Třebechovický betlém v nové expozici.